# Béouveyre
Le Béouveyre est le second sommet du massif de Marseilleveyre, au sud de Marseille. Situé dans le massif des Calanques, il culmine à 366 m d'altitude.

## Géographie
Le sommet de Béouveyre est situé dans la partie occidentale du massif des Calanques. Premier sommet de la chaîne versant nord, il domine le quartier de Montredon.

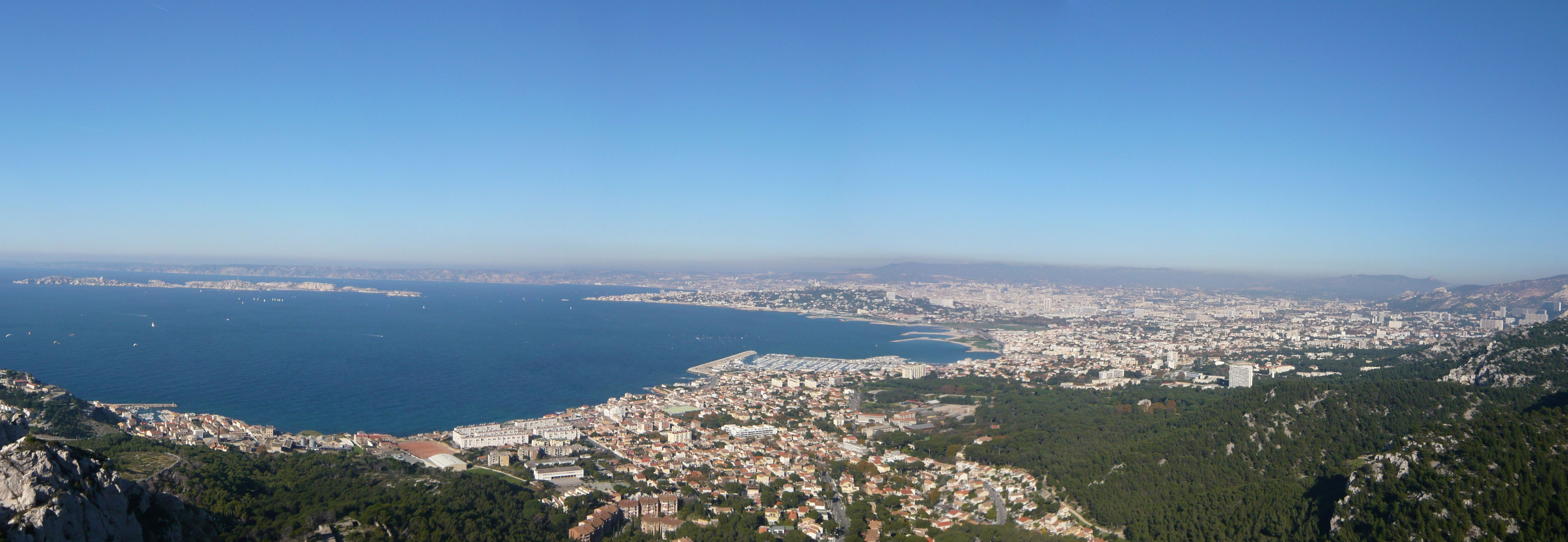
Panorama de Marseille depuis le Béouveyre.

## Activités
De nombreux sentiers de randonnée balisés et de difficulté variable, depuis la Madrague de Montredon, du village des Goudes, du port de Callelongue ou encore depuis l'intérieur du massif, permettent d'accéder à son sommet. Le sentier balisé en bleu comporte de courts passages d'escalade facile, parfois équipés d'une chaîne.
Il est séparé du sommet de Marseilleveyre par le col des Chèvres et en constitue l'antécime.

## Accès
Les bus 19 et 20 de la RTM desservent les différents points de départ des randonnées permettant d'accéder au sommet de Béouveyre.